# Téléphérique entre Nice et Saint-Laurent-du-Var
Le téléphérique entre Nice et Saint-Laurent-du-Var est un projet de ligne française de transport urbain par câble en projet dans les Alpes-Maritimes. Destinée à être mise en service en 2028, cette ligne longue de 800 mètres reliera alors Nice à Saint-Laurent-du-Var en franchissant le Var.

## Objectif
Le projet a pour but de :
- Relier les 2 côtés du Var avec les contraintes hydrauliques de franchissement (pont ou viaduc), le choix du téléphérique permet de ne pas gêner le débit du Var (pile du pont)[3]
- Offrir une fréquence de 4'30min
- 2 cabines
- Coût : 40 M€
- Fréquentation attendue : 3 500 voy/j
- Travaux de 2023 à 2028